# Атанасова Ольга Анатоліївна
О́льга Анато́ліївна Лук'яне́нко (Атанасова) (нар. 11 липня 1984, Київ) — українська акторка театру та кіно.

## Життєпис
Ольга Лук'яненко народилася 11 липня 1984 року в Києві.
Закінчила Київський національний університет театру, кіно і телебачення імені Івана Карпенка-Карого, курс О. М. Шаварського.
З 2002 року Ольга — акторка Київського театру «На лівому березі Дніпра», з 2004 року знімається в кіно.

## Кар'єра
Дебют у кіно — роль Маші в телесеріалі рос. «Любовь слепа» (2004).
У 2006—2007 роках грала роль Ксюші в популярному російському телесеріалі «Кадети».
Окрім рідної України, Ольга Лук'яненко іноді знімалася в Росії.

## Фільмографія
- 2024 Розтин покаже[2]
- 2024 Рубан[3]
- 2023 Потяг — Юля
- 2022 Дім Бобринських — Мила Бобринська

- 2021 Різниця у віці
- 2020 Папаньки 2 — Дружина Євгенія
- 2018 Папаньки — Дружина Євгенія
- 2018 «Дві матері (телесеріал)» — Марта Завадська
- 2011 «Акула» — Аня
- 2011 «Заграва»
- 2010 рос. Золушка с прицепом — Лариса
- 2010 «108 хвилин» рос. 108 минут — Віра
- 2009 «Територія краси» рос. Территория красоты — Варвара Фокіна
- 2009 рос. Рябины гроздья алые — Смирнова
- 2008 рос. Неодинокие — Лиза Цвєткова
- 2007 рос. Держи меня крепче — Ксюша
- 2007 рос. Бумеранг — Дар'я Павлівна Туманова
- 2006—2007 Кадети — Ксюша
- 2006 рос. Дедушка моей мечты — Юля Шевченко
- 2006 Вовчиця — Віка
- 2004 рос. Любовь слепа — Маша
- 2025 Кохання та полум'я — Ольга Погасій, диспетчер ДСНС